# Неокантианство
Неокантианството е течение във философията, чиито представители се стремят да възродят учението на Имануел Кант.
Възниква през втората половина на 19 век като последица от разногласията в течението кантианство. Най-широко е разпространено в Германия.
Първите неокантианци О. Либман и Ф. Ланге критикуват дуализма в Кантовата философия. В по-нататъшното си развитие неокантианството скъсва решително с „нещата в себе си“ (виж И. Кант) и разглежда обекта на познанието като продукт на мисловна конструкция.
Разделя се на 2 основни школи:
- Марбургска школа - с представители Херман Коен, Паул Наторп, Ернст Касирер, и
- Баденска школа - на Вилхелм Винделбанд, Емил Ласк и Хайнрих Рикерт.[1]